# Religión en Grecia

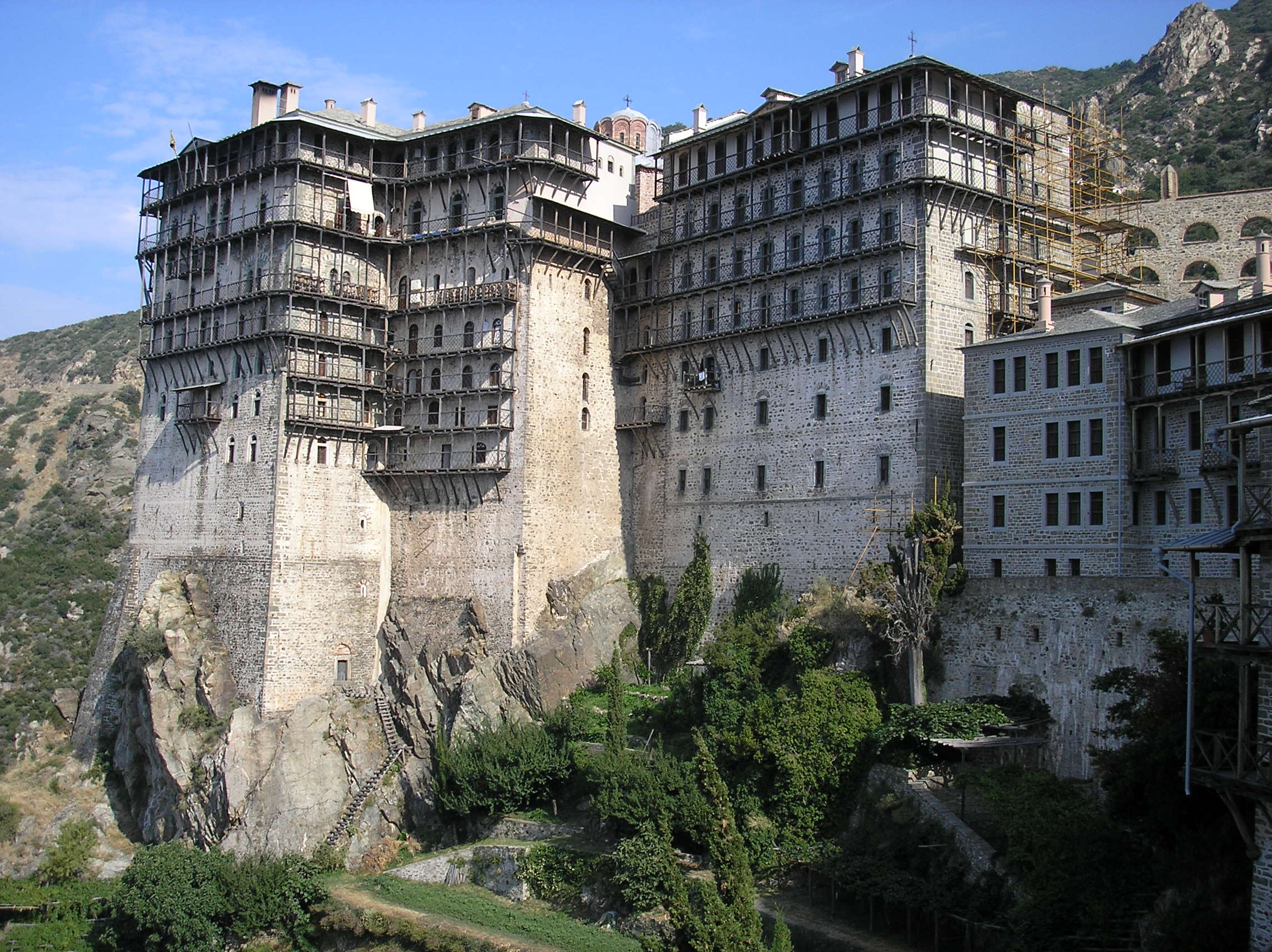
Monasterio de Simonos Petra en el área autónoma del Monte Athos.

Grecia es uno de los pocos países europeos en tener una  religión oficial. La vinculación tan fuerte entre la religión ortodoxa y la identidad étnica griega tanto dentro de Grecia como en la diáspora ha llevado a algunos expertos a concluir que los griegos representarían un grupo etno-religioso similar a los judíos, sijs y tibetanos, en donde etnia y religión están fuertemente relacionados. Si bien en Grecia también existen minorías religiosas de judíos y musulmanes, así como una importante minoría de neopaganos[cita requerida] que buscan revivir la antigua religión griega precristiana. Además, hay minorías de católicos, protestantes, testigos de Jehová, budistas, hare krishnas y cienciólogos.

## El cristianismo
La Iglesia ortodoxa de Grecia es seguida por la vasta mayoría de la población, aproximadamente entre 95 % y 98 % de la población según fuentes del gobierno griego, aunque cálculos más moderados como el eurobarómetro parecen apuntar que el número podría oscilar en el 81 %.
Debido a la importancia que tuvo la Iglesia Ortodoxa en la formación de la identidad griega y en las luchas patrióticas por la independencia, su popularidad entre la población y su posición en la sociedad griega es de mucha importancia. Además, no es inusual en Europa Oriental que exista una fuerte relación entre identidad étnica y religión como sucede, por ejemplo, con serbios, croatas y húngaros.

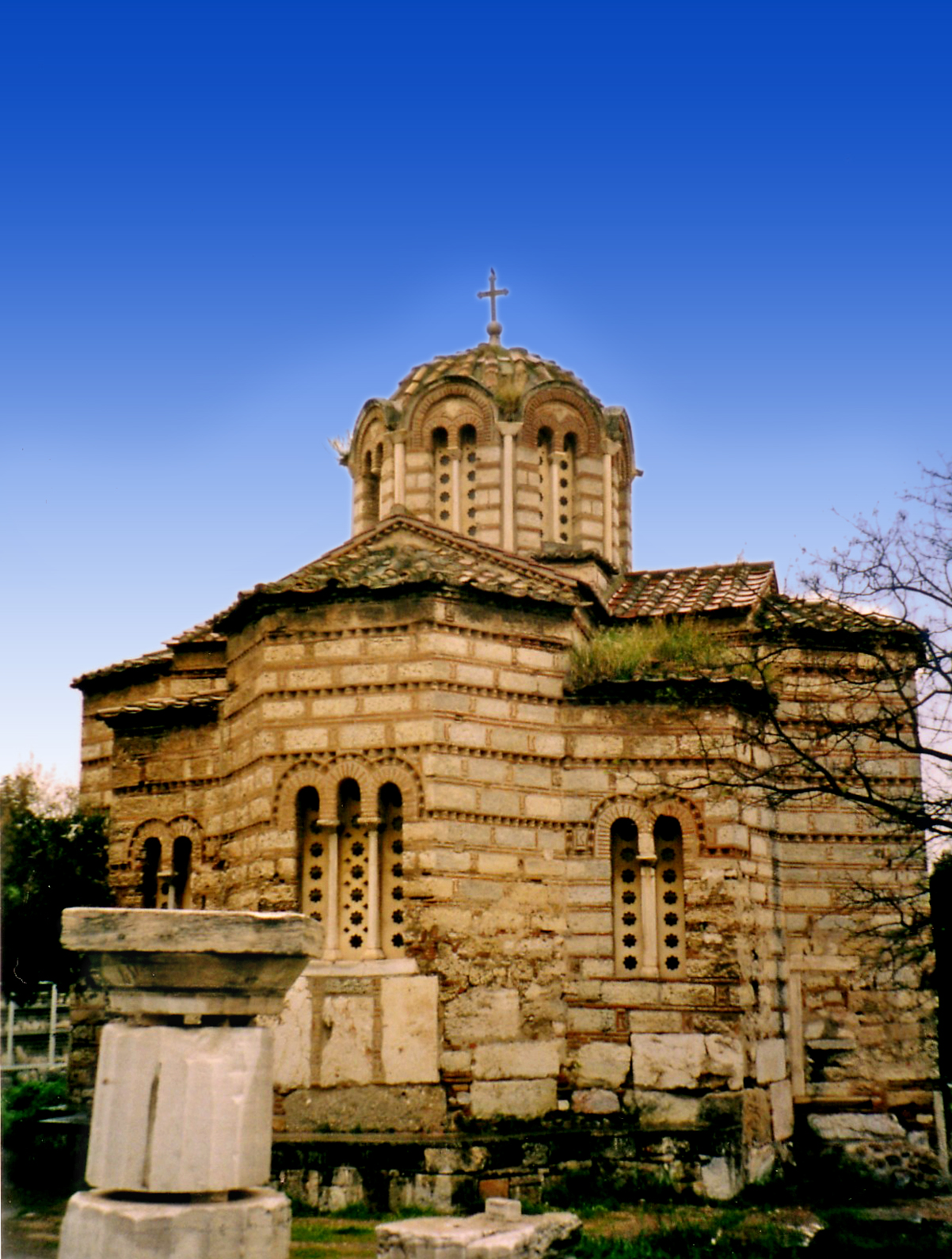
Iglesia ortodoxa en Atenas.

El salario y las pensiones de los sacerdotes ortodoxos es pagado por el Estado, además de que en la escuela primaria y secundaria se enseñan clases de religión como parte del currículum educativo (aun así el estudiante puede ser eximido de recibir dichas clases si sus padres lo solicitan).
Aunque la Constitución de Grecia establece la libertad de culto han existido diferentes denuncias de discriminación en contra de minorías religiosas especialmente neopaganos, católicos, testigos de Jehová y protestantes. El gobierno griego ha sido reticente en legalizar otras religiones aparte de la ortodoxa (requisito fundamental para poder predicar su religión, de lo contrario pueden enfrentarse a consecuencias judiciales), si bien la religión oficial es la ortodoxa, el gobierno griego extendió el estatus de «religión legal» al judaísmo y al islamismo. Con esto, dichas religiones tenían mayores derechos, aunque no tenían todas las ventajas que tiene la religión estatal. El hecho de que el estado griego fuera anuente en darle estatus legal al judaísmo y al islam y no a otras religiones (como católicos, protestantes o neopaganos) hace suponer que esto se debe a que mientras el judaísmo y el islam son religiones étnicas muy vinculadas a grupos étnicos específicos y que no hacen proselitismo, las otras religiones tanto cristianas como los nuevos movimientos religiosos son más proselitistas y apuntan hacia la población étnicamente griega siendo así una posible competencia de la Iglesia Ortodoxa. Aun así, los neopaganos griegos recibieron el estatus de religión legal en el 2006 (no así otras religiones cristianas que quizás tienen más en común con la Iglesia Ortodoxa).
Los católicos griegos se cuentan entre los 50 000 y los 200 000 según las fuentes.
Existen diversas iglesias protestantes, entre ellas algunas pentecostales, evangélicas, Asambleas de Dios y adventistas. El número exacto se desconoce pero fuentes ortodoxas las calculan en aproximadamente 20.000 seguidores.

## El judaísmo
La historia de los judíos en Grecia data desde hace miles de años, al menos 2500 años en el pasado siendo una de las más antiguas comunidades judías en la diáspora. Su número se calcula en unos 5500 individuos divididos en dos grupos mayoritarios los «romaniotes» que datan de la época del Imperio romano, y los sefarditas que llegaron durante la dominación del Imperio otomano.

## El Islam
El número de musulmanes griegos (la mayoría de origen turco) se estima en aproximadamente 1 % de la población. Tras el Tratado de Lausana y la paz con Turquía (que dominó Grecia por muchos siglos) se llegó al acuerdo de intercambiar poblaciones de manera tal que los griegos cristianos en Turquía emigraron hacia Grecia y los turcos musulmanes en Grecia hicieron lo contrario, aun así un número importante de musulmanes permanecieron en Grecia. Las poblaciones musulmanas más numerosas se localizan en Tracia. La cantidad de inmigrantes musulmanes de más reciente llegada se calcula entre 200 000 y 300 000 personas.

## El helenismo
El helenismo es un movimiento reconstruccionista pagano que busca revivir las creencias religiosas precristianas de los antiguos griegos. Su principal organización es el Consejo Supremo de Griegos Gentiles que afirma tener alrededor de 40 000 afiliados, siendo por ende una de las religiones no cristianas más grandes del país. Se ha reportado una fuerte hostilidad y persecución por parte del gobierno y la iglesia dominante contra los neopaganos helénicos. La ley griega establece una multa elevada por predicar cualquier religión sin permiso, aunque en el 2004 la Suprema Corte le dio al judaísmo y al islam el estatus de religiones aceptadas, pero no así al neopaganismo helénico. Sin embargo, la Corte estableció en el 2006 que el paganismo heleno debía dejar de ser prohibido, lo cual les permitió a los neopaganos griegos dejar de ser una religión ilegal. El presidente de la Comunidad de Sacerdotes Griegos, padre Eustathios Kollas declaró que: «Son un montón de miserables resucitadores de una degenerada religión muerta que desean regresar a las alucinaciones del obscuro pasado».
En la actualidad, los grupos han aumentado su presencia en todas las ciudades de Grecia, recibiendo incluso visitas de miembros de otros países.
También existen practicantes del neopagagismo helénico en la diáspora con secciones en países como Estados Unidos, Canadá, Reino Unido, España, Venezuela, y Portugal.
Como casi cualquier otro país occidental, en Grecia pueden encontrarse grupos religiosos diversos aunque numéricamente más reducidos que incluye a budistas, hare krishnas, mormones, testigos de Jehová y bahais.
En el caso particular del budismo, en tiempos antiguos la influencia del budismo en las comunidades griegas de India y otros países orientales generaron la creación del grecobudismo, forma de budismo fuertemente influenciada por la filosofía y la espiritualidad griega, que era practicada por los gobernantes indios de origen griego, aunque actualmente está prácticamente desaparecida.